# La Motte-au-Bois
La Motte-au-Bois est une ancienne commune du Nord (59) absorbée entre les années 1790-1794 par la commune de Morbecque.

## Héraldique
| Blason | Blasonnement : De gueules à un château d'or, et une bordure cousue d'azur, chargée de cinq églises d'or, deux en chef, une à chaque flanc et une en pointe. |

## Histoire
La Motte-aux-Bois est au cœur des affrontements lors de la guerre franco-espagnole : en 1649, les Espagnols prennent la commune. En 1658, Turenne assiège la localité, la prend en trois jours et la rase.
En janvier 1680, sont données à Saint-Germain-en -Laye, des lettres de chevalerie pour Lamoral Claude de La Haye, écuyer, seigneur de la Cessoye, bailli de La Motte-au-Bois, issu d'une ancienne famille de la châtellenie de Lille, dont l'aïeul et le père ont été honorés du titre de chevalier par les anciens souverains. Lamoral Claude de La Haye a quitté le service de l'Espagne pour servir le roi de France en qualité d'aide de camps (aide de camp) et d'armées, s'est trouvé aux sièges de Valenciennes, Saint-Omer, Gand, à la bataille de Cassel, et son frère, le sieur de La Haye d'Hennequin, colonel de cavalerie, a été tué au siège de Mons.

À partir de 1906, jusqu'à 1928 pour les voyageurs et 1944 ou 1962 pour tout type de trafic, une ligne de chemin de fer d'intérêt local relie Hazebrouck à Merville via La motte-au-Bois, avec des arrêts dans des hameaux dépendant des villages traversés, comme Préavin, Caudescure.

## Monuments
- Château de la Motte-aux-Bois